# 圣吉尔斯岛

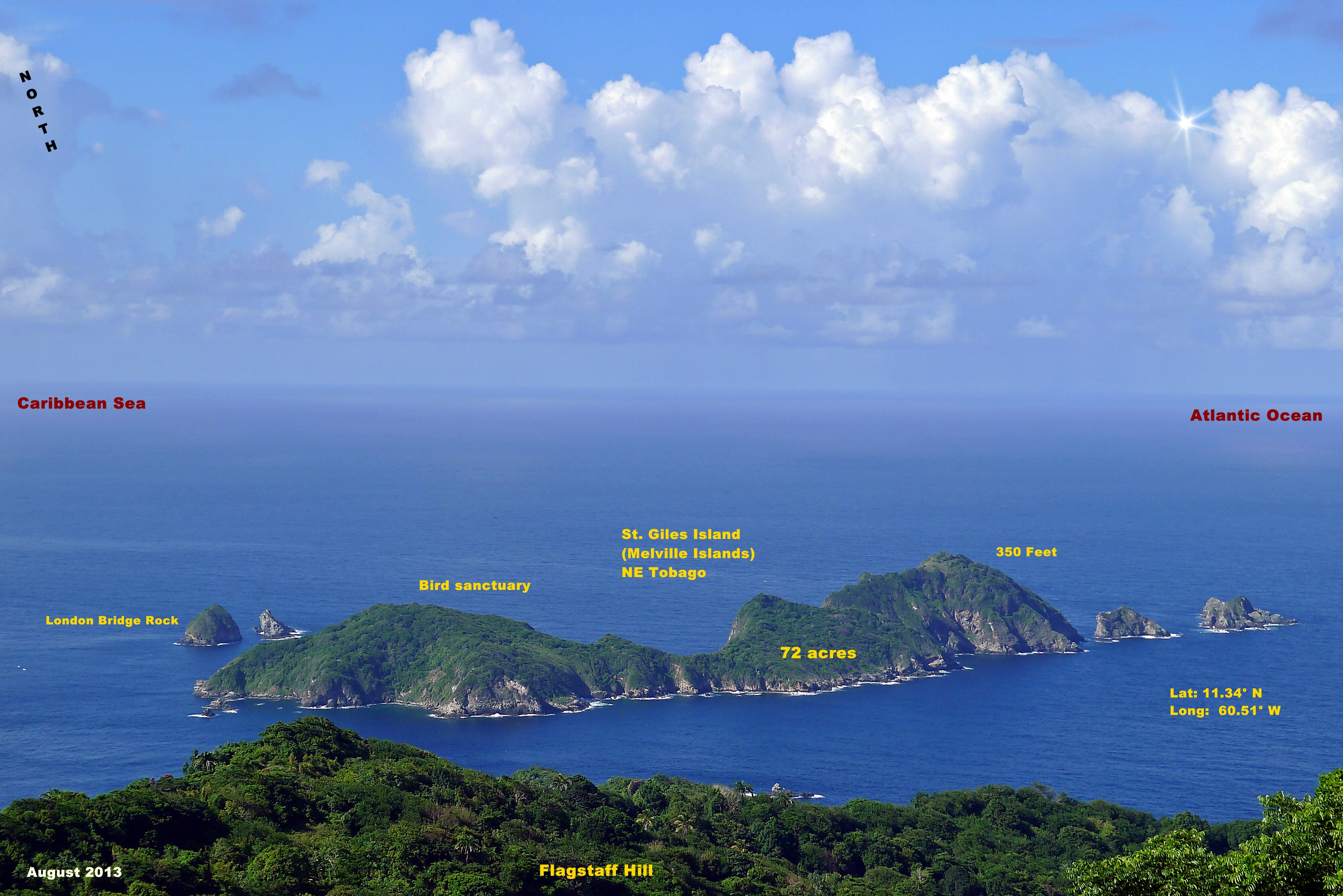
圣吉尔斯岛

圣吉尔斯岛是位於多巴哥岛东北方的小岛中最大的島嶼。島上非常陡峭，它拥有热带干燥的森林和风吹拂的沿海灌木丛。